# 克里斯·墨菲
克里斯多福·史考特·「克里斯」·墨菲（英語：Christopher Scott "Chris" Murphy；1973年8月3日—），是美國康乃狄克州的聯邦參議員，並是民主黨的一員。他之前曾任為聯邦眾議員，在2007至2013年間代表康乃狄克州第五國會選區。在被選為美國國會一員前，墨菲曾在康乃狄克州議會兩院裡擔任議員，於1999至2003年間擔任康涅狄格州众议院議員，於2003至2007年間擔任康涅狄格州参议院議員。
在四任聯邦參議員喬·李伯曼決定退休後，墨菲宣佈他將參與2012年聯邦參議員選舉。他在民主黨初選中擊敗前康乃狄克州州務卿蘇珊·貝西維茲，並在之後的普遍選舉中擊敗共和黨候選人琳達·麥馬漢。他曾和罗布·波特曼发起《反外国宣传与造谣法案》。

## 延伸閱讀
- Background and collected news at The Washington Post
- 美國國會國家人物傳記大辭典中的傳記
- 由華盛頓郵報維護的投票記錄
- 智慧投票计划中的傳記、投票紀錄及利益集團評級
- Congressional profile at GovTrack
- Congressional profile at OpenCongress
- Issue positions and quotes at On the Issues
- Financial information at OpenSecrets.org
- Staff salaries, trips and personal finance at LegiStorm.com
- 聯邦選舉委員會中的競選財務報告和數據
- Campaign contributions at the National Institute for Money in State Politics
- Appearances on C-SPAN programs
- Collected news and commentary at The New York Times
- Profile at Ballotpedia

## 外部連結
- 聯邦參議員克里斯·墨菲 （页面存档备份，存于），參議院官方網站
- 克里斯·墨菲競選網站（页面存档备份，存于）
- 中的“Chris Murphy”

| 美国众议院           | 美国众议院                                                 | 美国众议院               |
| -------------------- | ---------------------------------------------------------- | ------------------------ |
| 前任者： 南希·約翰遜 | 康乃狄克州第五國會選區 眾議院議員 2007年－2013年           | 繼任者： 伊麗莎白·埃斯蒂 |
| 政党职务             |                                                            |                          |
| 前任者： 內德·拉蒙特 | 美國參議員康涅狄格州民主黨提名人 （第1類） 2012年、2018年  | 最新的                   |
| 美国参议院           |                                                            |                          |
| 前任者： 喬·李伯曼   | 康涅狄格州第1類參議員 2013年－ 與理查德·布魯門薩爾同時在任 | 現任                     |
| 榮銜                 |                                                            |                          |
| 前任者： 布萊恩·夏茲 | 參議院嬰兒 2013年－2015年                                  | 繼任者： 湯姆·卡頓       |
| 美國排位名單         |                                                            |                          |
| 前任者： 塔米·鮑德溫 | 美國參議員資歷 第46位                                      | 繼任者： 廣野慶子        |